# Hipólito Lázaro
Hipólito Lázaro (ur. 13 sierpnia 1887 w Barcelonie, zm. 14 maja 1974 w Madrycie) – hiszpański śpiewak operowy, tenor.

## Życiorys
Karierę śpiewaka rozpoczął dopiero po zakończeniu służby wojskowej, w trakcie której odkryto jego talent. Początkowo występował jako amator w barcelońskim Teatre Novedades, następnie wyjechał na studia do Mediolanu. W 1912 roku występował w Londynie pod pseudonimem Antonio Manuele. Jako śpiewak operowy zadebiutował w 1913 roku w mediolańskiej La Scali rolą Ugona w prapremierowym przedstawieniu opery Pietro Mascagniego Parisina. W 1918 roku wystąpił w nowojorskiej Metropolitan Opera jako Książę Mantui w Rigoletcie. Wystąpił w prapremierach oper Il piccolo Marat Mascagniego (Rzym 1921) i La cena delle beffe Giordana (Mediolan 1924). Gościnnie śpiewał m.in. w Wiedniu, Budapeszcie i Buenos Aires. Specjalizował się szczególnie w rolach w operach Vincenzo Belliniego i Gaetano Donizettiego. Po raz ostatni wystąpił na scenie w 1950 roku w Hawanie.